# Марбуа, Софи де
Софи де Марбуа-Лебрен (фр. Sophie de Marbois-Lebrun, широко известная в Греции как герцогиня Пьяченцы греч. Δούκισσα της Πλακεντίας; 2 апреля 1785, Филадельфия, Пенсильвания — 14 мая 1854, Афины) — американская светская львица французского происхождения, филэллин и меценатка.
Оказала финансовое содействие Освободительной войне Греции 1821—1829 годов. Построенные ей дворцы и здания входят в число самых значительных зданий, построенных в Афинах в первой половине XIX века:151, а имя герцогини осталось в сегодняшней топонимике греческой столицы.

## Биография
София родилась 2 апреля 1785 года в Филадельфии (штат Пенсильвания, США). Её отец, Франсуа Барбе-Марбуа (1745—1837), был генеральным консулом Франции в США. Мать, Элизабет Мур, была дочерью губернатора Пенсильвании.
В 1802 году в Париже София вышла замуж за французского офицера Анна Шарля Лебрена (1775—1859), старшего сына Шарля Лебрена, который вместе с Наполеоном был одним из трёх консулов Франции с 1799 по 1804 год.
В 1804 году у четы родилась дочь Элиза (1804—1837). В том же году, её тесть стал министром финансов в правительстве Наполеона. В 1806 году тесть получил герцогство Пьяченцы в северной Италии. София и её муж получили титул герцогов Пьяченцы в 1809 году.
Совместная жизнь супругов была сложной и вскоре пара разошлась, не оформив развод. Официальный развод был оформлен только в 1831 году.
В Париже она содержала литературный салон, куда были вхожи многие интеллектуалы той эпохи, такие как Ламартин, Гюго.
Софи оставила Францию и обосновалась в Италии, в то время как герцог служил, в качестве правителя, в Голландии в период 1811—1813 годов.
Кроме проблем с мужем, одной из причин отъезда была её неприязнь к Бурбонам, вернувшимся во Францию после падения Наполеона.

## Филэллинизм
В годы Греческой революции, как она сама, так и её дочь, предоставили значительные суммы в помощь сражающимся грекам и примкнули к французскому филэллинскому движению: она стала членом Филэллинского комитета, продала свои украшения и получив за них сумму 14 тысяч франков, и добавив ещё 9 тысяч франков вручила их комитету.

## Иоанн Каподистрия
Бывший министр иностранных дел России, Иоанн Каподистрия, впечатлил герцогиню своей учёностью и образованием, когда она познакомилась с ним в 1826 году в Париже.
София вновь встретила Каподистрию в 1827 году в Риме, когда он уже согласился принять правление Грецией. Эта встреча стала решительным поворотом в жизни Софии.
Её участие в филэллинском движении стало более активным, она переписывалась с Каподистрией, поддерживала финансами организацию начального образования в ещё воющей стране, взяла на себя расходы на воспитание 12 дочерей погибших известных борцов Освободительной войны.

## Греция
В декабре 1829 года София, вместе с дочерью, переехала в Нафплион, временную первую столицу возрождённого греческого государства, в которой обосновался и Каподистрия.
София прибыла в Нафплион 3 января 1830 года и оставалась в этом городе почти год. Однако будучи вовлечена в политическую жизнь Греции, София примкнула к кругам, считавшим что правление Каподистрии носит деспотический характер. Она стала ненавистным врагом Каподистрии. В 1831 году она жила некоторое время на острове Эгина и осуществила свои первые покупки земель в маленьких тогда Афинах.
В мае 1831 года мать и дочь отправились на, находившийся под британским контролем, греческий остров Закинф. В начале октября она отправилась в Рим, где узнала об убийстве Каподистрии.
К. Кюпкёлис утверждает, что София распространила во Франции брошюры о «неэтичной» по её мнению манере, которой Каподистрия правил Грецией и защищала его убийцу Константина Мавромихалиса. София пожелала вернуться в Грецию. Она никогда более не посетила Францию, но всю свою оставшуюся жизнь переписывалась со своим бывшим мужем.

## Афины
Прожив непродолжительное время во Флоренции, София с дочью вернулись в Грецию и поселились в Афинах, ставших к тому времени новой столицей Греции и резиденцией короля Оттона.
С 1833 года София с дочерью жила в гостинице «Европа», пока не построила свой дом.
Её первый дом, построенный в пригороде тогдашнего малого города по улице Пиреос (ныне считается центром города) был двухэтажным и деревянным. Строительство дома завершилось в 1835 году.

## Путешествие и смерть дочери
Сразу после завершения строительства дома, София с дочерью предприняли длительное путешествие в османские Сирию и Ливан. Годом позже, её дочь умерла в Бейруте, вероятно по причине эпидемии чумы. Герцогиня не могла смириться со смертью дочери. Она забальзамировала тело Элизы, с которым вернулась в Афины.
Она поместила тело дочери в подвале своего дома, превращённого в часовню, намереваясь похоронить тело дочери в величественном храме, который намеревалась построить на горе Пенделикон.

## Дворцы

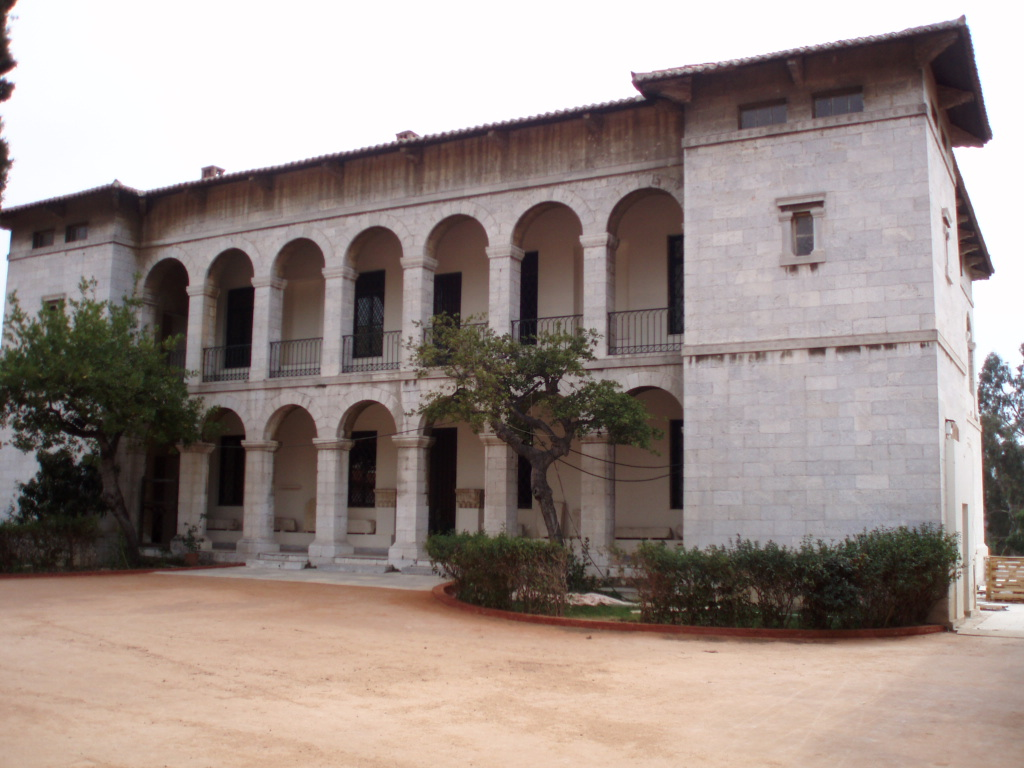
«Вилла Илисия» (ныне — часть Византийского музея

В своей попытке купить земли на горе Пенделикон, она встретила сопротивления монахов монастыря Пендели, который негласно установил контроль над всей горой с эпохи средневековья. Цены которые запрашивал монастырь, были недостижимыми и понадобилось вмешательство греческого правительства и, в особенности, франкофила Колеттиса, чтобы сделка состоялась, в обмен на обещания герцогини на филантропические и муниципальные работы в регионе.
В 1840 году в её владение перешла площадь 174 гектаров. Она поручила известному греческому архитектору Стаматису Клеантису построить, ставший известным впоследствии, «Кастелло Рододафни», известный также и как «Башня герцогини Пьяченцы» (Πύργος Δουκίσσης Πλακεντίας), а также 3 дома (Мезонет (фр. Maisonette), Плезанс (фр. Plaisance) и Башенка (фр. Tourelle)). В их строительстве сотрудничали датский инженер Кристиан Хансен (1803—1883) и, учившийся в Париже, греческий военный инженер Александрос Георгантас (Αλέξανδρος Γεωργαντάς, ум. 1861).
Клеантис завершил строительство башни в 1841 году и приступил к строительству «Виллы Илисия», которое завершилось в 1848 году. (Сегодня в «Вилле Илисия» располагается Византийский музей). София, как и обещала местным общинам и монахам, построила 5-арочный мраморный мост через овраг в Пендели, фонтаны, два мраморных карьера, общежитие для мраморщиков, а также финансировала прокладку дорог в Пендели.

## Уединение

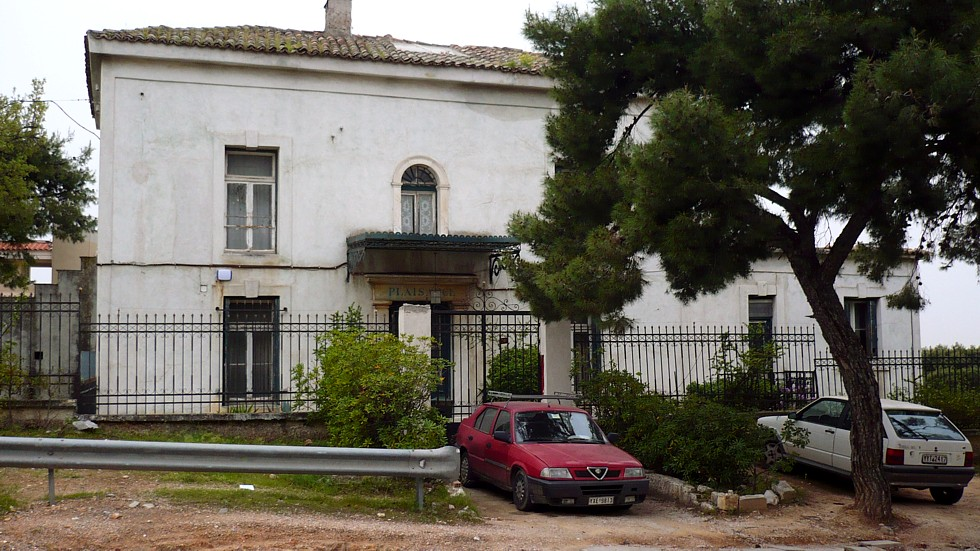
Дом Плезанс (Plaisance) в Пендели

19 декабря 1847 года, в старом деревянном доме, где хранилось забальзамированное тело Элизы, вспыхнул пожар. Тело Элизы сгорело вместе с домом.
Событие потрясло герцогиню, которая стала своенравной и нелюдимой. Многие афиняне утверждают, что она неожиданно постарела. После её антипатии к Каподистрии, последовало её отвращение к королю Оттону, королеве Амалии и придворным. Её своенравный характер не позволил ей сотрудничать с архитекторами Клеантисом и Хансеном, и она забросила свои стройки.
Герцогиня Пьяченцы считалась эксцентричной личностью. О ней было создано множество мифов и её связывали с разбойниками, которых в то время было много в окрестностях Афин.
Первоначально она приняла православие, но затем отказалась от православия и приняла иудаизм. Но сразу после этого, её политические идеи и общественные контакты привели к тому, что она стала внедрять в Греции новую теократическую общественную организацию, превратив свой дворец в центр деятельности разных греческих и иностранных учёных. Она стала раздавать поместья и титулы благородства видным греческим семьям.
Одновременно она оказывала финансовую поддержку, «практически содержала», семью, ставшего впоследствии скандально известным, португальского еврея Д. Пасифико, изгнанного с поста посла Португалии в Афинах, «за злоупотребления»:452.
Всё это отстранило её от предыдущей филантропической деятельности и постепенно привело к её ещё большему отчуждению. В июне 1846 года София была пленена разбойником Бибисисом, но была освобождена после вмешательства жителей Халандриона. После этого распространились разные аналогичные истории.
Несмотря на своё отчуждение, она восстановила в 1854 году на свои деньги синагогу в Халкисе, и финансировала второе издание «Хроники» Месолонгиона.

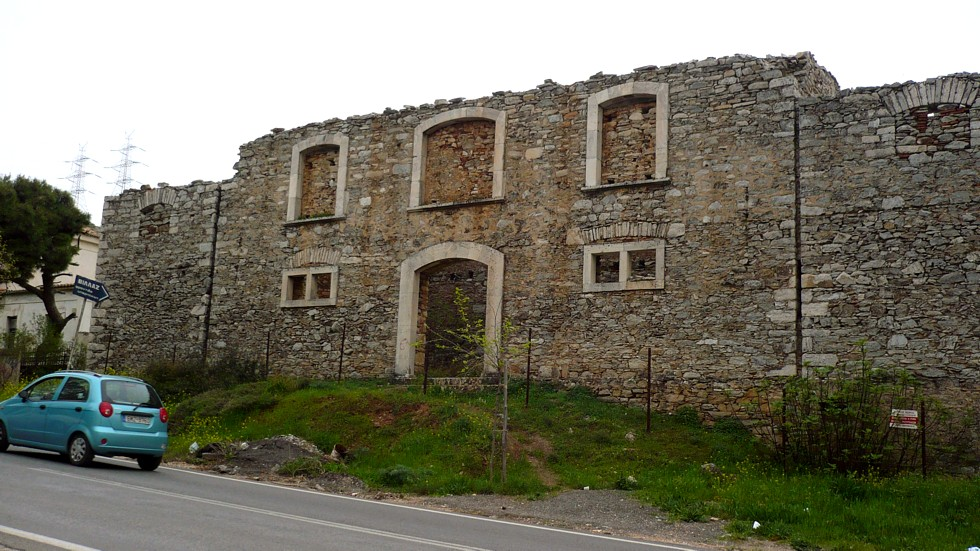
Башенка (Tourelle) в Пендели

## Последние годы
В последние годы своей жизни она не принимала посетителей, кроме фрейлины королевы Амалии, Фотини Мавромихали, которую она сама и воспитала, и дочери героя Месолонгиона Христоса Капсалиса.
Герцогиня умерла в мае 1854 года, в возрасте 69 лет, как отмечено на мраморной плите на её могиле в Пентели, выполненной в античной манере, по эскизам Стаматиса Клеантиса.
Её племянник, унаследовавший её состояние, приехав из Франции, продал большинство её усадеб греческому государству. Более 40 000 драхм герцогиня наследовала правительству Греции.
Смерть не позволила ей увидеть завершённым архитектурный шедевр «Кастелло Рододафни», строительство которого закончилось несколько позже её смерти. Здание перешло в руки государства, в то время как другая её собственность была выкуплена её банкиром, Георгием Скузесом (1781—1884), который женился на её секретарше, Элени Капсали (Ελένη Καψάλη).

## Сегодня
Сегодня «Кастелло Рододафни» известен под именем «Башня герцогини Пьяченцы» (Πύργος Δουκίσσης Πλακεντίας).
Проспект Дукисис-Плакендиас в Халандрионе выходит на станцию «Дукисис-Плакендиас» Афинского метрополитена.
Жизни герцогини, со всеми её странными эпизодами, были посвящены труды греческих писателей Поливиоса Димитракопулоса и Димитриоса Камбуроглу.
Однако многие описываемые детали исторически не подтверждены.